# Harige kelderzwam
De Harige kelderzwam (Coniophora olivacea) is een schimmel uit de familie Coniophoraceae. Deze schimmel leeft saprotroof, gewoonlijk op naaldhout, maar soms ook loofhout.

## Kenmerken
Hij heeft een onregelmatig wrattig, bruinolijfachtig uiterlijk. De witte randen lopen uit in franjes. Het oppervlak heeft kleine uitstekende haartjes hetgeen een fluweel uiterlijk heeft. Microscopisch gezien heben deze haartjes geïncrustreerde hyfen (hyfen die bedekt zijn met kristallen).

## Verspreiding
De harige kelderzwam komt voor op alle continenten behalve Antarctica, het vaakst in Europa. In Nederland komt hij zeldzaam voor.